# Krzysztof Korotkich
Krzysztof Korotkich (ur. 1973 w Gródku) – polski literaturoznawca, wykładowca akademicki. Doktor habilitowany, profesor Uniwersytetu w Białymstoku, prorektor ds. kształcenia na tej uczelni. 

## Życiorys
Absolwent filologii polskiej na Uniwersytecie Warszawskim (filia w Białymstoku), praca magisterska pod kierunkiem prof. Haliny Krukowskiej obroniona w 1997. Doktorat /promotor: prof. Maria Kalinowska/ obroniony w 2010 na Uniwersytecie Mikołaja Kopernika w Toruniu. Habilitacja na Wydziale Artes Liberales Uniwersytetu Warszawskiego w roku 2020.   
Redaktor Naukowej Serii Wydawniczej "Czarny Romantyzm"; Członek Redakcji Naukowej Serii Wydawniczej Colloquia Orientalia Bialostocensia; Członek Redakcji Naukowej Serii Wydawniczej Przełomy/Pogranicza; Członek /przewodniczący/ redakcji Serii Naukowo-Literackiej Białostocka Kolekcja Filologiczna; Redaktor naczelny czasopisma studentów Wydziału Filologicznego "Próby". Nieregularnik Filologiczny; Redaktor Serii Naukowo-Literackiej "Prelekcje Mistrzów". Założyciel i członek Kapituły Konkursu Literackiego im. Anny Markowej.  

## Monografie
- Wyobraźnia apokaliptyczna Juliusza Słowackiego. Obrazy - wizje - symbole (Białystok 2011), 
- Ścieżki wyobraźni. O wrażliwości i estetyce w literaturze XIX wieku (Kraków 2018), 
- Alchemia ducha. Studia i szkice o twórczości Józefa Bogdana Dziekońskiego (Białystok 2019). 

## Redaktor i edytor
- Włodzimierz Szturc, Trauma. Dramaty (opracowanie i wstęp, Białystok 2015); 
- Anna Markowa, Śmierć (opracowanie i wstęp, Białystok 2016); 
- Paulin Święcicki, Opowieści stepowe. Pisma prozą (opracowanie i wstęp, Białystok 2020); 

## Pełnione funkcje
- prorektor ds. kształcenia w Uniwersytecie w Białymstoku (2020-2024);
- zastępca dyrektora Instytutu Filologii Polskiej UwB (2012–2016);
- członek Rady Naukowej Instytutu Filologii Polskiej UwB (2008–2018);
- członek Senatu UwB (2012–2020); 
- członek Rektorskiej Komisji ds. Promocji (2013–2016); 
- członek Zespołu ds. Przygotowania Misji i Strategii Rozwoju Uniwersytetu w Białymstoku na lata 2014–2024.
- opiekun Koła Naukowego Klub Humanistów.

## Członkostwo w organizacjach
- członek Towarzystwa Literackiego im. Adama Mickiewicza.
- członek założyciel Stowarzyszenia Schola Humana, prezes;